# 機動戰士GUNDAM戰記 Lost War Chronicles
《機動戰士鋼彈戰記 Lost War Chronicles》是在PlayStation 2上發售的第三人稱動作及射擊遊戲。在遊戲中，玩家扮演一名「機動戰士(Mobile Suit，簡稱MS)」小隊隊長，帶領屬下的一個小隊執行各種任務。和遊戲相關的作品，有和遊戲同名、由夏元雅人所畫的漫畫故事，漫畫曾在《Gundam Ace》上連載。另外，亦有和遊戲同名、由林譲治所寫的小說故事。2014年5月发售的PlayStation 3游戏《机动战士GUNDAM SIDE STORIES》中亦包含本作剧情。

## 故事背景
遊戲背景以動畫《機動戰士鋼彈》的故事世界為藍本。
U.C.0079年，宇宙殖民衛星群「吉翁公國」向統治地球圈的地球聯邦政府發動獨立戰爭，史稱「一年戰爭」。開戰初期，吉翁公國軍以新開發的巨大化人型武器「機動戰士」，成功重創使用傳統武器的地球聯邦軍，並展開大規模降落作戰，佔領地球上大部份地區。為了對抗吉翁軍的「機動戰士」，聯邦軍亦自行研製「機動戰士」，並配置到部隊中進行對抗。
遊戲故事主要圍繞兩支小隊：聯邦軍的「MS特殊部隊第三小隊(日文：MS特殊部隊第3小隊，英文：Special Forces, 3rd Platoon)」和吉翁軍的「MS特務遊擊隊(日文：MS特務遊撃隊)」的各項作戰任務。

## 遊戲特色
在遊戲中，玩家可以選擇成為聯邦軍或吉翁軍陣營的軍人，並作為一支MS小隊的隊長帶領隊員參與各種任務，例如破壞軍事目標、對敵軍基地進行壓制等等，部份任務改編自鋼彈系列故事中的劇情，部份在鋼彈故事中出現的人物亦會在遊戲中客串登場。
在行動時，玩家除了控制自己的機體外，亦要指揮手下的兩部僚機行動。玩家在任務中的表現會影響其他角色對任務的評價，表現良好的會得到遊戲中其他角色的讚賞，並有機會提升軍階及使用更多種類的機動戰士，並能進入隱藏的任務，而表現太差的會看到其他角色對玩家表達不滿的神色。遊戲設有少量收集元素，玩家可以收集在遊戲中出現過的動畫及音樂。遊戲中可以使用的機體，主要出自《機動戰士鋼彈》、《機動戰士GUNDAM第08MS小隊》、《機動戰士GUNDAM 0080：口袋裡的戰爭》、《機動戰士鋼彈外傳 藍色命運》和《機動戰士GUNDAM 0083：Stardust Memory》。

## 登場人物

### 地球聯邦軍

#### MS特殊部队第3小队（试验部队/Delta Team）
MS特殊部隊第三小隊，是在「一年戰爭」中期，聯邦軍成功開發MS後，由於沒有相應的MS運用知識及戰術，因此而成立的「實驗部隊」之一。把MS以三機為一小隊的編制，投入各種危險及不可預測的環境以收集運用數據。部隊直屬約翰·高文准將指揮。
馬特·希利（Mat Heley）　CV：辻谷耕史（『Gundam Battle Tactics』等）、小西克幸（『機動戰士GUNDAM0083 Card Builder』）
軍階為中尉，MS特殊部隊第三小隊的隊長。
在遊戲中為玩家所控制的角色，玩家會以第一身視點看到其遭遇，所以本人並未在遊戲中出現，亦沒有對白。
在漫畫版的故事中，故事開始時就已經是第三小隊的隊長。十分重視人命，不論是敵我雙方的都一視同仁，不會對敵人趕盡殺絕，亦十分保護部下，寧可放棄任務也要確保部下安全為最優先。
在小說版中，曾在回憶中記述在戰爭爆發前是海軍陸戰隊成員，在海軍陸戰隊為了對抗吉翁軍入侵而進行的作戰行動中，雖然作戰行動以失敗收場，但卻意外的俘虜一部機體故障的吉翁軍MS「薩克」，之後作為功績而被高層派到賈布羅參加MS機師培訓班，並以首名畢業。因為第三小隊的前任隊長戰死殉職，而被派遣成為第三小隊隊長。最初因為沒有MS作戰及指揮實戰經驗，而不被小隊中有實戰經驗的成員接受，但最終還是被認同了作為隊長的實力。
在隊中代號是「德爾塔領隊(Delta Leader)」。
拉里·拉德利（Rarry Radley）　CV：岡崎雅紘
軍階為少尉，MS特殊部隊第三小隊的MS駕駛員。
在遊戲中，作為僚機的駕駛員登場。
在漫畫版故事開始時，已經是作為馬特的部下，身為第三小隊的成員。漫畫內是小隊內的狙擊手，有優秀的射擊技術，經常負責駕駛射擊型機體為小隊成員提供炮火支援。
在小說版中，曾描述原本是戰鬥機駕駛員，在戰地接受短期的MS培訓後，就開始駕駛MS投入實戰中，並成為第三小隊成員。在前任隊長戰死後，對新到任並毫無實戰經驗的馬特出任隊長有點不能認同，但最後還是接受了他。
隊中代號「德爾塔2號(Delta II)」。
（Anish Rofman）　CV：白石稔
軍階為曹長，MS特殊部隊第三小隊的MS駕駛員。
在遊戲中，作為僚機的駕駛員登場。
在漫畫版故事開始時，已經是作為馬特的部下，身為第三小隊的成員。
在小說版中，曾描述原本是戰鬥機機師，在戰地接受短期的MS培訓後，就開始駕駛MS投入實戰中，並成為第三小隊成員。在前任隊長戰死後，和拉里一樣對新到任並毫無實戰經驗的馬特出任隊長有點不能認同，但最後還是接受了他。
隊中代號「德爾塔3號(Delta III)」。
（Noel Underson）　CV：那須惠
軍階為伍長，MS特殊部隊第三小隊的通訊及分析員，
在遊戲中，作為通訊及分析員會出現在過場動畫中，負責作戰前的簡報，及在戰鬥中提供最新情報，並在戰鬥後作出總結。
在漫畫版中，是在故事開始時才新配屬到第三小隊的人員，在戰鬥時通常在指揮車中提供情報分析。經常因為理論性戰術問題而對隊長馬特的做法提出疑問，但仍十分服從命令行事，而她提出的戰術對第三小隊來說仍十分有價值。
在小說版中，一開始就是第三小隊的成員。曾描述擁有千金小姐的外貌，但同時是MS戰理論的專家，曾提出主題是採用德軍在第一次世界大戰中使用的地面滲透戰術作為MS戰術的論文，並被列為參考資料之一。
隊中代號「德爾塔0號(Delta 0)」。
（Anie Brebig）　CV：永山奈奈
軍階為上等兵，MS特殊部隊第三小隊的整備員。非洲裔美國人。
在遊戲中，會出現在戰鬥後的過場動畫中，並對作戰成果作出總結。
在漫畫版中，故事開始時就已經是第三小隊的成員，負責機體在戰鬥前的整備工作，在戰鬥時會在指揮車中協助諾爾。
在小說版中，曾記述和馬特在MS機師培訓班時認識，馬特常向她請教技術問題，之後被調到第三小隊，後來因馬特成為了第三小隊隊長而再次相遇。
约翰·高文（John Kowen）　CV：渡部猛
特殊部队司令。准将军衔，54岁。
0083年时已晋升为中将，详见機動戰士GUNDAM_0083角色列表#地球聯邦軍
雷切尔·米尔斯滕（Rachel Milsteen）　CV：早川由佳子
约翰·高文准将的副官兼补给部队指挥官。中尉军衔。28岁。
与《机动战士高达》中阵亡的玛蒂尔达·阿扬是好友。
在本作小说版中是“M资金”的运输负责人。
在漫画《机动战士高达0083 REBELLION》中，雷切尔作为高文中将的传令官向拉萨基地的阿尔比恩号传达命令。

#### 其他部队
雷比尔（Rivel）　CV：掘勝之祐

### 吉翁公國軍

#### MS特务游击队（外人部队/Red Team）
MS特務遊擊隊，是在「一年戰爭」中，道格拉斯·羅汀上校建立的「特別義勇軍部隊」中的核心部隊，吉翁軍內部稱之為「外人部隊」。部隊成員大多不是吉翁公國的居民，而是來自其他宇宙殖民衛星群的宇宙居民，當中部份不是軍人而是一般的平民，亦有部份是遭受吉翁公國當權派系薩比家打壓的反對派系成員。由於部隊成員在政見和身份方面和正規軍有分歧，因此常受到正規軍排擠和厭惡。部隊主要負責支援正規軍作戰或是負責正規軍不願意做的工作，例如在主軍撤退中負責殿後之類。
肯·畢得修塔特（Ken Bederstadt）
軍階為少尉，MS特務遊擊隊的隊長。
在遊戲中，玩家會以肯的角度去參與各場戰鬥及事件，因此肯並沒有在遊戲中出場，亦沒有對白。
據小說版中所述，曾參加「魯姆會戰」，並在戰鬥中失去同伴，因此常以部隊成員生還優先於達成任務。
在漫畫版中，交代了在吉翁公國國內留有一名女兒。並不執著於勝利或消滅敵人，但仍會確實的完成任務，即使任務附帶巨大風險。目標是帶領所有成員平安的回到宇宙。
隊中代號是「紅色1號」。
卡斯基·杰諾比爾夫（Garsky Zinoviegh）　CV：須永泰行
軍階為曹長，MS特務遊擊隊的MS駕駛員。
在遊戲中，作為僚機的駕駛員登場。
據小說版所述，在「一年戰爭」初期已經在「外人部隊」中，是經驗豐富的駕駛員。
隊中代號是「紅色2號」。
（Jaike Guns）　CV：金子亮太
軍階為軍曹，MS特務遊擊隊的MS駕駛員。
在遊戲中，作為僚機的駕駛員登場。
在部隊中算是年輕的成員，經常和其他人爭論，但對女生沒有辦法。是小隊的三名駕駛員中，唯一一個會穿著正式駕駛服戰鬥的駕駛員。
隊中代號是「紅色3號」。
（Yuki Nakasato）　CV：淺野真澄
軍階為伍長，MS特務遊擊隊的通訊及分析員。
在遊戲中，作為通訊及分析員會出現在過場動畫中，負責作戰前的簡報，及在戰鬥中提供最新情報，並在戰鬥後作出總結。
據小說版所述，原本是宇宙殖民地群Side 2的居民，但在Side 3(吉翁公國)旅行時，Side 2因吉翁公國對地球聯邦政府宣戰，及吉翁軍突襲當地的聯邦軍駐軍，而在戰鬥中完全被毀滅，因而流落Side 3，為了逃避孤獨而加入了「外人部隊」。平常在由整備班的氣墊車改造而成的移動管制室協助小隊作戰。
隊中代號是「紅色0號」。
梅·卡溫（May Kauwin）　CV：仁後真耶子
民間人仕，MS特務遊擊隊的整備人員。出身於吉翁公國內的名門卡溫家族，由於家族的政見和當權的薩比家不合，因此被當成異見者而被監視，但得羅汀上校收留並作出保護。
在遊戲中，會出現在戰鬥後的過場動畫中，並對作戰成果作出總結。
在漫畫版中，原本是作為特派員負責新型MS MS-09 Dom的整備而來到地球，後來才加入MS特務遊擊隊。
據小說版所述，是只有14歲的少女，但是在MS開發及整備方面是天才，作為替吉翁軍開發MS的吉翁尼克公司的特派員，協助MS特務遊擊隊的MS整備工作。
在隊中的代號是「黑寡婦」。
（Daguras Loden）　CV：内海贤二/石井康嗣（SD Gundam GGENERATION SPIRITS）
游击队司令。大佐军衔。45岁。
虽然立下很多战功，当由于是戴肯派，所以遭到扎比家的疏远。因为和梅·卡温的父亲同是戴肯派，为了避免梅成为扎比家手中的人质，所以收留了梅。
简·康蒂（Jane Contie）　CV：富冈由纪子
大佐的秘书官。大尉军衔。25岁。虽然有些不近人情，但她头脑聪明，长得也非常漂亮。
虽然是大佐的秘书，实际是扎比家派来监视羅汀的人。

#### 食尸鬼队
基西莉娅·扎比的私人部队。在本作小说版和SIDE STORIES中登场。
克劳德
食尸鬼队的队长。中尉军衔。座机为陆战型傑爾古格。
克劳迪娅
少尉军衔。
埃达
曹长军衔。

## 登場機體

### 聯邦軍
RX-78-2 Gundam
RX-77-2 GunCannon
RX-75 GunTank
RGM-79 GM
RX-79(G) Gundam Mass Production Ground Type
RX-78NT-1 Gundam "Alex"
RGM-79D GM Cold Climate Type
RGM-79(G) GM Ground Type
RX-78BD-1 Blue Destiny Unit 1
RX-79(G)Ez8 Gundam Ez8
RGM-79SP GM Sniper II
RX-78-6 6th Gundam "Mudrock"
RX-78GP-01 Zephyranthes

### 吉翁軍
MS-05B Zaku I
MS-06J Zaku II Ground Combat Type
MS-06S Zaku II Commander Type (Char Aznable camouflage)
MS-06FS Zake II Commander Type (Garma Zabi camouflage)
MS-07B Gouf
MS-09 Dom
MSM-03 Gogg
MSM-07 Z'Gok
MSM-07S Z'Gok Commander Type (Char Aznable camouflage)
MSM-07E Z'Gok-E
MSM-04 Acguy
MS-14G Gelgoog Ground Type
MS-06FZ Zaku II Kai
MS-07B-3 Gouf Custom
MS-08TX(EXAM) Efreet Custom
MS-18E Kämpfer
MSM-03C Hygogg
MSM-10 Zock
MS-09F/TROP Dom Tropen
YMS-16M Xamel

## 相關作品
- 機動戰士GUNDAM
- 機動戰士GUNDAM第08MS小隊
- 機動戰士GUNDAM 0080：口袋裡的戰爭
- 機動戰士GUNDAM 0083：Stardust Memory

## 外部連結
- PS2機動戰士GUNDAM戰記 官方網站 （页面存档备份，存于）
- 機動戰士GUNDAM SIDE STORIES—機動戰士高達戰記 Lost War Chronicles | BANDAI NAMCO GAMES官方網站 （页面存档备份，存于）（日語）（繁體中文）